# Судзукі Рьохей
Судзукі Рьохей (яп. 鈴木 良平; нар. 12 червня 1949) — японський футболіст.

## Тренерська робота
Протягом 1986–1989 років працював з жіночою збірною Японії, зокрема очолював її на чемпіонат Азії 1986.